# Козырев, Валентин Матвеевич
Валентин Матвеевич Козырев (в некоторых источниках ошибочно указан с отчеством Михайлович) (1928—1988) — почётный шахтёр, Герой Социалистического Труда.
Родился в деревне Николаевка Ефремовского района Тульской области.
Окончил семилетнюю школу (1942) и школу ФЗО в городе Болохово. В 1944—1952 годах работал на Оболенских шахтах: навальщик и забойщик, с 1948 года проходчик.
С 1952 года — машинист горного комбайна шахты № 3 «Киреевская» комбината «Тулауголь» Министерства угольной промышленности СССР), бригадир проходчиков.
Звания Героя Социалистического Труда удостоен 30 марта 1971 года.
Избирался членом бюро Киреевского райкома КПСС (Тульская область).